# Halima Bashir

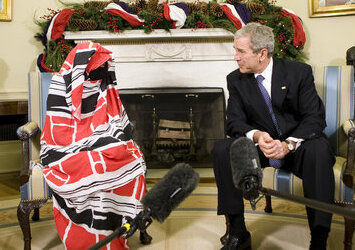
Halima Bashir bei einem Treffen mit US-Präsident George W. Bush (2008)

Halima Bashir (* 1979) ist das Pseudonym einer sudanesischen Ärztin. Sie ist die Autorin des Buches Tears of the Desert, das ihre Erinnerungen an die Kriegsverbrechen während des Bürgerkriegs in Darfur beschreibt. Nach Misshandlungen durch den sudanesischen Geheimdienst floh sie ins Exil nach Großbritannien.

## Herkunft und Ausbildung
Halima Bashir, die ihr Pseudonym später zum Schutz weiterführte, gehört der Ethnie der Zaghawa an und wuchs im ländlich geprägten Darfur im Westen des Sudan auf. Sie war das älteste von vier Kindern. Im Alter von acht Jahren wurde sie auf Veranlassung ihrer Großmutter ohne Betäubung einer Genitalverstümmelung unterzogen.
Ihr Vater unterstützte sie bei ihrer Ausbildung und war wohlhabend genug, um sie auf eine städtische Schule zu schicken. Die gesellschaftliche Situation war durch die traditionelle Feindschaft zwischen den Schwarzafrikanern von Darfur und der arabischen Minderheitselite sowie die Diskriminierung der Schwarzafrikaner durch diese geprägt. Bashir berichtete von der mangelnden Unterstützung durch die Lehrer bei körperlichen Auseinandersetzungen, die auf Vorurteile gegenüber Schülerinnen zurückzuführen war, und vom Gefühl der Hilflosigkeit. Sie studierte Medizin und schloss ihre Ausbildung kurz vor dem Beginn des Kriegs in Darfur (seit 2003) ab.

## Menschenrechtsverletzungen im Darfur-Konflikt
Während ihrer Tätigkeit in einer Klinik gab sie ein Interview, in dem sie eine von der offiziellen Beurteilung der sudanesischen Regierung abweichende Meinung äußerte. Daraufhin wurde sie von den Behörden festgenommen und bedroht. Schließlich wurde sie in eine ländliche Klinik in Nord-Darfur versetzt und davor gewarnt, mit westlichen Journalisten zu sprechen.
In ihrer neuen Klinik musste sie Opfer der Dschandschawid-Miliz behandeln, darunter einmal 42 Schulmädchen, die bei einem von der Regierung unterstützten Angriff auf ihr Dorf vergewaltigt worden waren. Später erklärte sie dazu: „In meinen Studienjahren wurde mir zu keinem Zeitpunkt beigebracht, wie man mit 8-jährigen Opfern von Gruppenvergewaltigungen in einer ländlichen Klinik umgeht, in der es nicht genügend Nahtmaterial gibt.“ Als zwei Beamte der Vereinten Nationen (im Sudan vertreten von WFP, UNICEF und UNAMID) kamen, um Informationen über den Angriff zu sammeln, gab Bashir die entsprechenden Informationen weiter. Kurz darauf wurde sie vom sudanesischen Nachrichten- und Sicherheitsdienst festgenommen. Sie erlitt mehrere Tage lang Gruppenvergewaltigungen, wurde mit Messern verletzt und mit Zigaretten verbrannt. Schließlich wurde sie freigelassen und konnte in ihr Dorf zurückkehren, wo ihr Vater eine Heirat mit ihrem Cousin Sharif arrangierte, den sie zuvor nur einmal getroffen hatte und der als fortschrittlich galt. Kurz darauf wurde das Dorf von Hubschraubern der Regierung und Dschandschawid-Milizen angegriffen. Dabei kam der Vater ums Leben und ihre Geschwister verschwanden.

## Exil und Menschenrechtsaktivismus
Da sie weiter eine Verfolgung durch die Regierung befürchten musste, floh Halima mit Unterstützung eines Schleusers, den sie mit Schmuck bezahlte, aus dem Land. Sie beantragte in Großbritannien Asyl und protestierte gegen die Untätigkeit ihres Gastlandes gegenüber dem Sudan. Hierzu übergab sie persönlich eine Erklärung an Lord David Triesman, Staatsminister im britischen Außenministerium mit Zuständigkeit für Afrika.
In Zusammenarbeit mit Damien Lewis schrieb Bashir die Autobiografie Tears of the Desert (dt.: Tränen der Wüste), die 2008 veröffentlicht wurde. Darin schilderte sie ihr Leben in Darfur, geprägt von ihren persönlichen Erfahrungen mit Bürgerkrieg, Völkermord, sexueller Gewalt und Mord. In ihrem Buch änderte sie Namen und Orte. Eine unabhängige Überprüfung durch die New York Times wies jedoch nach, dass die Fakten ohne Übertreibungen korrekt dargestellt wurden. Die Zeitung unterstützte Bashir auch dabei, ein Visum für die USA zu erhalten.

## Veröffentlichungen
- mit Damien Lewis: Tears of the Desert, Oneworld Publications und Ballantine Books, 2008, ISBN 978-0-345-50625-2
  - Tränen der Wüste, Übersetzung aus dem Englischen von Michaela Grabinger, Knaur München, 2010 ISBN 978-3-426-78109-8

## Auszeichnungen
- 2008 Victor-Gollancz-Preis der Gesellschaft für bedrohte Völker
- 2009 International Peace Award der Community of Christ[7]
- 2010 Anna Politkovskaya Award[8]